# Francuska szkoła geograficzna
Francuska szkoła geograficzna – szkoła naukowa stworzona przez Paul Vidal de la Blache’a. Zasłynęła ze studiów regionalnych na terenie Francji. Wysoki poziom osiągnęła również geografia ogólna, zarówno społeczno-ekonomiczna (A. Demangeon, J. Brunhes, P. George), jak i fizyczna, a w jej obrębie zwłaszcza geomorfologia glacjalna (E. de Martonne), pustynna (J. Dresch), litoralna (A. Guilcher), klimatyczna (H. Baulig, A. Cholley), hydrografia (M. Prade’), oceanografia (K. Vallaux). Wiele badań prowadzonych było w Afryce. Badania glacjano-geomorfologiczne i studia w zakresie osiedli miały duży wpływ na działalność badawczą międzywojennej geografii.